# Johnny Flynn
John Patrick Vivian Flynn (Joanesburgo, 14 de março de 1983) é um músico e ator britânico nascido na África do Sul.
É o vocalista da banda de folk-rock inglesa Johnny Flynn & The Sussex Wit. Foi protagonista da série Lovesick e interpretou o papel de David Bowie no filme Stardust.

## Primeiros anos e educação
Johnny Flynn nasceu em Joanesburgo, na África do Sul e é filho de Eric Flynn, um ator e cantor, e de Caroline Forbes. Tem dois meios-irmãos mais velhos do primeiro casamento do pai, os atores Jerome Flynn e Daniel Flynn, e uma meia-irmã, Kerry Flynn. Tem ainda uma irmã mais nova, Lillie Flynn que faz parte dos Sussex Wit. Quando Johnny tinha dois anos, a família mudou-se para Hampshire, na Inglaterra, para fugir de apoiantes do Apartheid que tinham assassinado a prima da mãe de Johnny e o seu marido. Eles eram um casal de raça mista e apoiavam o Congresso Nacional Africano.
Johnny estudou na Winchester College, uma escola privada em Hampshire, onde cantava no coro e estava obrigado a aprender a tocar dois instrumentos por ter entrado com uma bolsa de estudos de música. Johnny escolheu o violino e o trompete Mais tarde, aprendeu a tocar guitarra sozinho e conseguiu uma segunda bolsa de estudos para a Beadles School, uma escola privada na aldeia de Steep, perto de Petersfield. Estudou representação na escola Webber Douglas Academy of Dramatic Art.
Johnny tem cicatrizes no rosto devido a um ataque de um Staffordshire bull terrier quando era criança na África do Sul.

## Carreira

### Cinema e Televisão
Em 2005, Johnny foi eleito uma das "Estrelas de Amanhã" da Screen International e nos anos seguintes teve pequenos papéis em séries como Murder in Suburbia, Holby City e Kingdom. O seu primeiro papel de relevo foi o de Dolf Vega no filme Crusade in Jeans.
Em 2013, Johnny conseguiu o papel de protagonista do filme Song One com Anne Hathaway Johhny desempenha o papel de James Forrester, um músico que se envolve com a personagem de Anne Hathaway depois do irmão dela sofrer um acidente grave.
Em 2014, protagonizou a série Scrotal Recall do Channel Four. Em 2015 a série estreou nos Estados Unidos através do serviço de streaming Netflix, onde ficou conhecida pelo nome Lovesick. A Netflix comprou a série e transmitiu as duas temporadas seguintes a nível internacional.
Em 2015, protagonizou a série Brotherhood do canal Comedy Central. Na série desempenha o papel de um de dois irmãos que se vêm obrigados a criar o irmão mais novo depois de os seus pais morrerem num atentado terrorista na estação de metro de Queensway. A personagem de Johnny, Toby, é o gestor de um site fetichista shibari que quer que o irmão mais novo entre nos seus vídeos contra a vontade de Dan, o irmão mais velho, que é contra negócios que envolvam sexo.
Em 2017, interpretou o papel de Albert Einstein jovem na série Genius, transmitida pelo canal National Geographic. No mesmo ano, interpretou o papel de Pascal Rebouf, um marginal solitário que é suspeito de uma série de homicídios no thriller Beast. O filme, escrito e realizado por Michael Pearce, estreou no Festival Internacional de Cinema de Toronto.
Em 2018, fez parte do elenco de duas séries que adaptam obras clássicas da literatura: Vanity Fair, uma produção conjunta do canal ITV e da Amazon Studios  onde interpreta o papel de William Dobbin e Les Miserables, transmitida pela BBC One e onde interpreta o papel de Felix Tholomyès,
Em 2020, fez parte do elenco de mais uma adaptação de uma obra clássica, desta vez no cinema. Em Emma., interpreta o papel de George Knightley. Para além de ser um dos protagonistas do filme, compôs a música que acompanha os seus créditos finais e que foi lançada como single, "Queen Bee".
Em 2019, foi anunciado que Johhny iria interpretar o papel de David Bowie no filme Stardust, que conta a história da primeira digressão americana do cantor em 1971. O filme estreou em 2020 com críticas maioritariamente negativas, tendo atualmente uma classificação de 22% no site Rotten Tomatoes.
Em 2021, fez parte do elenco de The Dig, um filme original da Netflix, onde fez o papel de Rory Lomax e contracenou com atores como Carey Mulligan, Ralph Fiennes e Lily James. No ano seguinte, foi um dos protagonistas do filme britânico Operation Mincemeat. O filme passa-se durante a Segunda Guerra Mundial e segue os acontecimentos reais de uma operação dos serviços secretos britânicos para enganar os alemães e manter a Invasão aliada da Sicília em segredo. No filme, Johnny interpreta o papel de Ian Fleming e contracena com atores como Colin Firth e Matthew MacFadyen.

### Teatro
Johnny já trabalhou com o grupo teatral masculino e shakesperiano Propeller. Representou o papel de Curtis (The Taming of the Shrew) e de Sebastian (Twelfth Night) na temporada de 2007, papel que lhe valeu uma nomeação para os Ian Charleston Awards. Participou ainda em várias peças, incluindo The Heretic de Richard Bean no Royal Court Theatre. Johnny Flynn foi escolhido para o papel de Lee em Jerusalem, a peça de sucesso de Jez Butterworth, que lhe valeu uma nomeação para os prémios Olivier na categoria de Melhor Ator Secundário No verão de 2012, Johnny participou nas produções do Globe Theatre em Londres, de Richard III, no papel de Lady Anne, com Mark Rylance e Twelfth Night no papel de Viola/ Cesario As produções foram transferidas para o Apollo Theatre no West End até fevereiro de 2013. Em março de 2013, Johnny protagonizou a peça The Low Road no Royal Court Theatre.

### Música

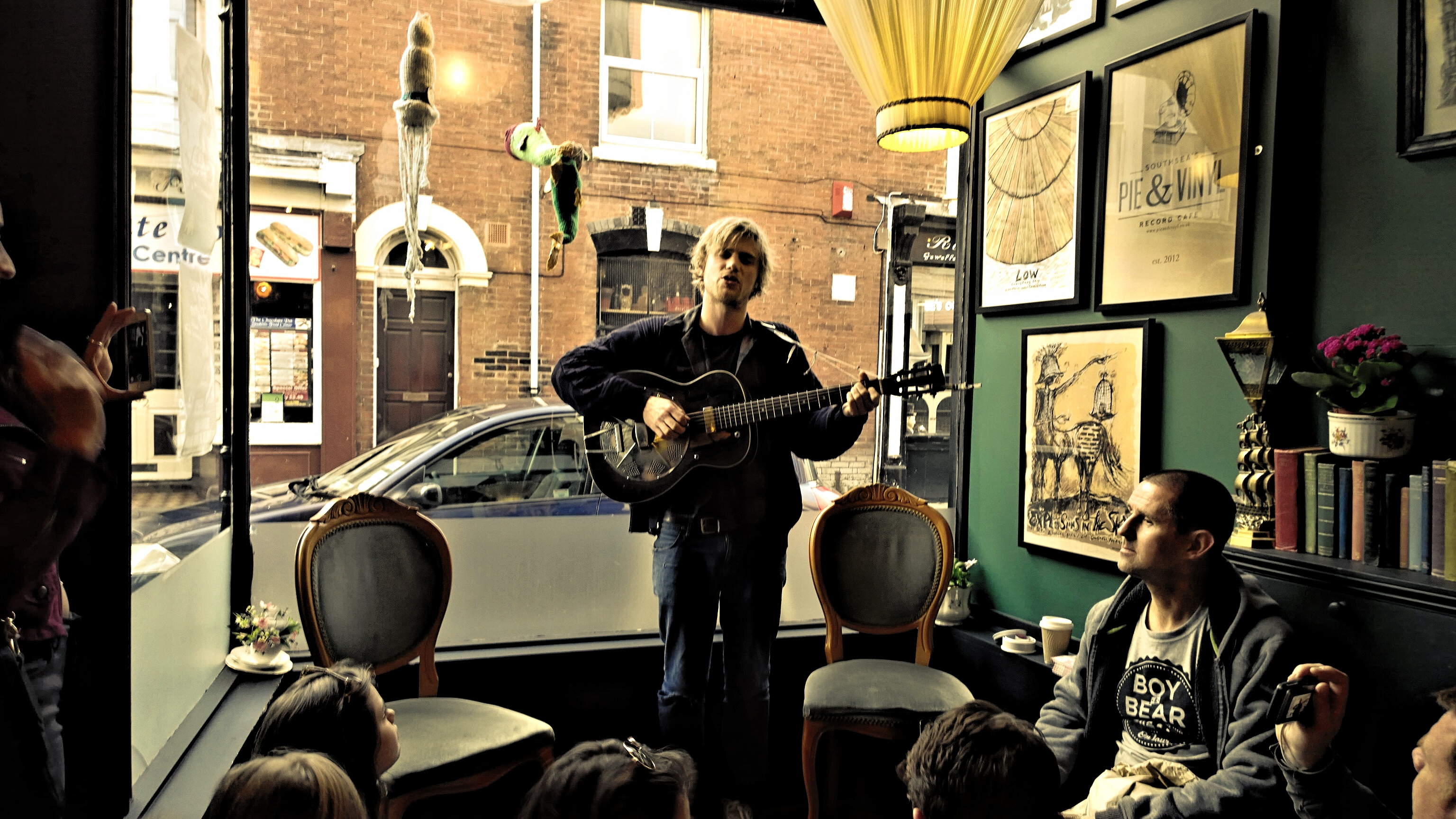
Johnny a tocar em Southsea

Desde a infância que Johnny se interessava pela música. "Havia muita música e cantoria no pub onde íamos. O meu pai conhecia as músicas todas e só precisava de uma caneca de cerveja para o encorajar a cantar. Aquilo parecia-me arcaico porque a música tinha tanta vida". Durante a adolescência, descobriu a música folk e conta Bob Dylan como uma das suas maiores influências. Apesar disso, e devido ao facto de todos os homens da sua família serem atores, Johnny nunca considerou seguir uma carreira musical. Foi apenas numa viagem a Nova Iorque que começou a considerar a hipótese de formar uma banda depois de atuar no café Sidewalk.
Depois de alguns anos de pequenos concertos financiados por trabalhos de representação, Johnny lançou o seu primeiro álbum, A Larum, em 2008. O nome do álbum vem de textos de William Shakespeare e significa uma comoção que não pode ser vista pelo público. O álbum foi gravado em Seattle e foi bem recebido pela crítica. O sucesso do álbum levou-o por digressão nos Estados Unidos com artistas como Mumford & Sons e Laura Marling.
Nos anos seguintes, Johnny editou mais dois álbuns; Been Listening (2010) e Country Mile (2013). Em 2013 trabalhou com Jenny Lewis na banda sonora do filme Song One.
Em março de 2017, lançou um álbum intitulado Sillion.
Ele compôs a música do genérico da série documental Detectorists do BBC Four e participou na série no episódio 3.
Em 2021, Johnny lançou o seu quinto álbum de estúdio, Lost in the Cedar Wood.

## Discografia
- A Larum (2008)
- Been Listening (2010)
- A Film Score of a Bag of Hammers (2012)
- Country Mile (2013)
- Live in Washington DC (2014)
- Detectorists Theme (2014)
- Sillion (2017)
- Live at the Roundhouse (2018)
- Lost in the Cedar Wood (2021)

## Filmografia

### Cinema
| Ano  | Título                     | Papel             | Notas          |
| ---- | -------------------------- | ----------------- | -------------- |
| 2006 | Crusade in Jeans           | Dolf Vega         |                |
| 2011 | Lotus Eaters               | Charlie           |                |
| 2012 | Something in the Air       |                   |                |
| 2014 | Song One                   | James Forrester   |                |
| 2015 | Clouds of Sils Maria       | Christopher Giles |                |
| 2015 | A Smallholding             | Tonkey            |                |
| 2016 | Love Is Thicker Than Water | Arthur            |                |
| 2017 | Contractor 014352          | Guy Bricklin      | Curta-metragem |
| 2017 | ''Beast                    | Pascal            |                |
| 2020 | Emma.                      | George Knightley  |                |
| 2020 | Stardust                   | David Bowie       |                |
| 2021 | The Dig                    | Rory Lomax        |                |
| 2021 | The Score                  | Mike              |                |
| 2021 | Operation Mincemeat        | Ian Fleming       |                |
| 2022 | The Outfit                 | Francis           |                |

### Televisão
| Ano       | Título                   | Papel                | Notas                                                                                                |
| --------- | ------------------------ | -------------------- | --- |
| 2005      | Murder in Suburbia       | Josh Egan            | 1 episódio                                                                                           |
| 2006      | Holby City               | Karl Massingham      | 1 episódio                                                                                           |
| 2008      | Kingdom                  | David Matthews       | 1 episódio                                                                                           |
| 2014-2018 | Scrotal Recall/ Lovesick | Dylan                | Protagonista                                                                                         |
| 2014      | Detectorists             | Johnny Piper         | 1 episódio                                                                                           |
| 2015      | Brotherhood              | Toby                 | Protagonista                                                                                         |
| 2017      | Genius                   | Jovem Albert Einsten | Protagonista Nomeação - Melhor Ator Secundário num Telefilme / Minissérie nos Critics' Choice Awards |
| 2018      | Vanity Fair              | William Dobbin       | 7 episódios                                                                                          |
| 2018      | Les Miserables           | Felix Tholomyès      | 1 episódio                                                                                           |